# Carlos Cillóniz
Carlos Cillóniz (ur. 10 lipca 1910 w Ica, zm. 24 października 1972 w Limie) – peruwiański piłkarz grający na pozycji napastnika.

## Kariera piłkarska
Cillóniz w latach 1929–1934 występował w Universitario de Deportes. Z zespołem dwukrotnie świętował mistrzostwo Primera División Peruana w sezonach 1929 i 1934. Sezon, w którym zdobył pierwsze mistrzostwo z klubem, okrasił koroną króla strzelców Primera División Peruana z 8 bramkami na koncie. Łącznie przez 5 lat gry w Universitario zagrał w 66 spotkaniach, w których strzelił 14 bramek.
W 1930 został powołany przez trenera Francisco Bru na Mistrzostwa Świata. Nie zagrał w żadnym spotkaniu podczas turnieju. Nie był powoływany na żaden turniej z cyklu Copa América, a także nie zadebiutował nigdy w reprezentacji.

## Sukcesy
Universitario de Deportes
- Mistrzostwo Primera División Peruana (2): 1929, 1934
- Król strzelców Primera División Peruana (1): 1929 (8 bramek)